# Microphthalmus urofimbriata
Microphthalmus urofimbriata är en ringmaskart som beskrevs av Alikuhni 1943. Microphthalmus urofimbriata ingår i släktet Microphthalmus och familjen Hesionidae. Inga underarter finns listade i Catalogue of Life.